# Peter Goossens
Peter Goossens (né en 1964 à Zottegem) est un chef belge, triplement étoilé par Michelin pour son restaurant Hof van Cleve. Il est également le fondateur du Flanders Food Academy.
Il est parfois surnommé « le parrain de la gastronomie belge ».
De 2005 à 2021, Goossens est le seul chef à être décoré de trois étoiles Michelin en Belgique.

## Biographie
Peter Goossens est né à Zottegem, Flandre, en Belgique, en 1964. Ses deux parents étaient commerçants. Il a étudié à l'école culinaire de Ter Duinen (nl. Hotelschool Ter Duinen) à Koksijde.
Il s'installe ensuite en France et effectue son premier stage dans le restaurant Le Pré Catelan à Paris. De 1982 à 1986, il suit des formations chez Lenôtre, Pré Catelan, Pavillon d'Elysée, Blanc à Thoissey et au Byblos à Saint-Tropez.

## Carrière
En 1987, il est devenu propriétaire du restaurant à Kruisem. En 1992, il le transforme en restaurant gastronomique Hof van Cleve, spécialisé dans la cuisine franco-belge aux saveurs asiatiques,.
En 1994, le restaurant a obtenu une étoile Michelin. La deuxième étoile Michelin a été attribuée en 1998. En 2005, il est devenu le plus jeune chef belge à obtenir trois étoiles Michelin.
Depuis 2004, Hof van Cleve a obtenu 19.5 \ 20 de Gault Millau.
De 2006 à 2008, il a été conseiller pour la "Brasserie du Musée" à Bruxelles. En outre, depuis 2008, Goossens est conseiller culinaire pour "Unilever".
En 2008, il a lancé ses émissions de télévision culinaires sur VTM "Mijn Restaurant" et en 2009 "De Beste Hobbykok van Vlaanderen". Plus tard, il a lancé deux autres émissions de télévision, "Meesterlijke Klassiekers" en 2010 et "De keuken van de Meester" en 2011.
En 2014, Goossens a fondé la Flanders Food Academy et a dirigé la Flanders Food Faculty,.
En 2010, il a fondé la chaîne de télévision culinaire Njam! avec Studio 100.
De 2011 à 2019, il a présidé l'équipe du Bocuse d'Or Belgique,,.
Depuis 2000, il est membre des Mastercooks de Belgique,.
En 2023, il annonce la vente de son restaurant à son second Floris Van Der Veken, qui prend les commandes de la cuisine en 2024,,.

## Vie personnelle
Peter Goossens a une femme, Lieve Fermans, et trois enfants. Ensemble, le couple gère le restaurant,,.

## Des faits intéressants
Les plats préférés de Goossens sont le jeune pigeon d'Anjou avec du lard croustillant, une mousseline de pommes de terre et de la truffe noire et le turbot grillé avec des épinards, une béarnaise de homard et une purée de bouillabaisse,.
Peter Goossens a publié les livres de cuisine Koken en Wijn et België - Wereldkeuken, MNU et MNU 2 avec Sergio Herman et Roger van Damme, Meesterlijke Klassiekers, Passie voor Product avec Njam!, The Seasons avec Het Laatste Nieuws.
Goossens a contribué aux livres Where Chefs Eat – A Guide to Chefs’ Favourite Restaurants, Koken-Het Handboek (Hotel School ‘Ter Duinen’),   M.E.P., De Essentie (Unilever), Chefs van België,  De Alchemie van Liefde en Lusten (Bo Coolsaet), Food & Wine, Een Belgisch kookboek, Truffels – ‘s werelds zwarte goud, Sterrenchefs van bij ons (Caudelier), Havanna’s – grand cru uit Cuba, Kaas en Wijn.

## Prix
2021 — Le Hof van Cleve se classe 36 dans le classement des The World's 50 Best Restaurants
2021 — Ambassadeur honoraire du patrimoine culinaire belge et flamand
2021 — Grand Prix de l'Art de la Cuisine de l'Académie Internationale de la Gastronomie
2018 — N° 20 Top 300 The Best Chef Awards à Milan
2017 — Prix de la Fondation européenne pour l'hospitalité - HOTREC
2011 — Goossens est également Chevalier de l'Ordre de Léopold,
2004 — Chef de l'année- Gault&Millau Benelux,

## Distinctions
Commandeur de l'ordre de Léopold (2024)